# El Uruguay como problema
El Uruguay como problema es un libro publicado por el intelectual uruguayo Alberto Methol Ferré, siendo así su obra más destacada. Escrito en 20 días, entre la Conferencia de Punta del Este y la asunción del General Óscar Diego Gestido a la presidencia en 1967, en el medio de la calma de una casa del balneario Las Flores. 
Dicho libro, se condensa en 1967, fecha de la primera edición del libro, pero nace como concepción de su autor a fines de los años cincuenta, encime de la ola inquisitiva que acompañó siempre a la crisis del país, tras la pregunta por su viabilidad. En la respuesta a ella, Methol reedita el ejercicio revisionista de la historia que deriva, previo pasaje por una amonestación frente la apatía y la satisfacción nacionales, propias de la década de 1950 en el Uruguay, al cuestionar al Uruguay completo.

## Argumento
El libro parte con el punto de la importancia geopolítica que tiene Uruguay en la región, Según Methol Ferré la vida geopolítica del Uruguay como Estado tiene 2 etapas.
La primera etapa o fase transcurre desde la época artiguista hasta el final de la guerra de la Triple Alianza, la época del “Uruguay Internacional”, en el cual dicho Estado austral tenía un vital contacto con sus vecinos (Brasil, Argentina y Paraguay), en dicha época los ejércitos uruguayos batallaban en campos de batalla tan distantes como el Sur del Brasil, la República Argentina, el Paraguay, para poner un ejemplo de la fluidez de las relaciones internacionales entre estos cuatro países en especial.
La segunda etapa es una etapa por la cual Argentina, Brasil y Uruguay se desarrollaban “hacia afuera” mediante el modelo agroexportador que les aseguraban – en especial a Argentina y a Uruguay – un bienestar comparable a las de las naciones europeas. Un desarrollo externo, donde reinaba la talasocracia británica (El Reino Unido, Garante de la Prosperidad de Uruguay y Argentina), en el cual la vida Independiente de tanto de Argentina, Uruguay, Brasil, Chile, Paraguay, etc. se desarrolla desconociendo a sus vecinos sudamericanos, como si fueran “hermanos extraños”. Uruguay en ese momento señala Methol Ferré es una Semi-Colonia privilegiada y prospera, que se siente Nación dentro de esta etapa o segundo periodo. Dicha prosperidad se debe principalmente según Methol a la alta renta diferencial uruguaya. Dicha segunda etapa uruguaya se puede señalar y llamar como “El Uruguay Nacional” .Dentro de ese periodo comprendido, Uruguay, Argentina, Brasil, Chile, etc. Se vuelcan hacia el “panamericanismo” (en especial en el yrigoyenismo argentino y en el batllismo uruguayo. Véase: ABC) cuando Estados Unidos trata de desplazar a la nación garante de la prosperidad platense, Gran Bretaña.
Durante ese segundo periodo de “Uruguay Nacional”, que trascurre desde la Dictadura de Lorenzo Latorre, hasta la Primera Guerra Mundial, la Crisis de 1929 y termina en la Segunda Guerra Mundial, es una época en el cual el poder inglés “se tambalea” según Methol Ferré, una época donde irrumpen en el escenario uruguayo otros Estados Centrales que intervienen. Como por ejemplo, la Alemania Nazi luego de la Crisis del 29 y Estados Unidos luego de la Segunda Guerra Mundial.

## Edición por el Gobierno de la Ciudad de Buenos Aires (2007)
- Disponible aquí, con apéndices, en versiones .htm. .pdf, y .doc